# 헤수스 글라리아
헤수스 글라리아 호르단(스페인어: Jesús Glaría Jordán; 1942년 1월 2일, 나바라 주 비야프랑카 ~ 1978년 9월 19일, 카탈루냐 주 에스플루가 데 프랑콜리)은 스페인의 전 축구 선수이다. 그는 아틀레티코 마드리드와 에스파뇰에서 활약했다. 그는 1975년에 현역에서 은퇴한 후 3년 뒤에 교통 사고로 아들과 함께 명을 달리했다.

## 수상
아틀레티코 마드리드
- 컵위너스컵: 1961–62
- 라 리가: 1965–66
- 코파 델 헤네랄리시모: 1960–61, 1964–65